# Ibtihaj Muhammad
Ibtihaj Muhammad (née le 4 décembre 1985 à Maplewood, New Jersey) est une escrimeuse américaine spécialiste du sabre.
Elle a été la première athlète portant le voile à représenter les États-Unis dans des compétitions sportives internationales. Elle a remporté la médaille de bronze par équipes aux championnats du monde 2011, 2012 et 2013 et aux Jeux olympiques 2016 de Rio.
Outre sa pratique sportive de haut-niveau, elle se démarque particulièrement du fait de son engagement pour le port du voile pour la femme sportive. En effet, lors la cérémonie d'ouverture des Jeux olympiques de 2016 à Rio, elle obtient une autorisation du CIO pour effectuer les compétitions avec un hijab[réf. nécessaire].

## Enfance
Ibtihaj Muhammad est née et a grandi à Maplewood, New Jersey, dans une banlieue à 40 km de Manhattan. Elle est diplômée en 2003 de la Columbia High School, et en 2007, diplômée de l'Université Duke.
Ses parents sont nés aux États-Unis et se sont convertis à l'islam,. Soucieux d'inculquer une éducation religieuse à leur fille, ils ont cherché un sport qu'elle pourrait pratiquer dans une tenue conforme leur principes, c'est-à-dire dans lequel elle serait « entièrement » couverte.
Dans un premier temps, Ibtihaj Muhammad s'essaye au volley et à l'athlétisme mais elle ne se sent pas à l’aise avec son voile et ses longs pantalons. À l’âge de 13 ans, elle découvre par hasard l'escrime. Cette pratique sportive lui permet de respecter ses choix vestimentaires : « Je voulais un sport où je pouvais être couverte intégralement sans être différente des autres. »

## Engagement militant
Lors des Jeux olympiques de 2016, elle affiche son engagement pour les musulmans en déclarant à la chaîne NBC : « Je souhaite que la vie des musulmans à travers le monde soit un peu plus facile, en particulier aux États-Unis. J'espère que ma présence dans l'équipe américaine pendant ces Jeux va aider à changer l'image que les gens se font de la communauté musulmane ». En effet, elle déclare en 2016 de ne pas se sentir en sécurité aux États-Unis du fait à la stigmatisation ambiante au sein de son pays.
Elle dénonce également l'islamophobie en France : février 2015, elle écrit sur Twitter : « Je m’envole pour la France demain, pays où les crimes de haine contre les musulmans atteignent actuellement des records. ». Sa participation aux Jeux olympiques est saluée par le président américain Barack Obama, qui sans nommer de pays critiquait en 2009 les restrictions au libre port du voile dans les pays européens.
Après le retrait de la commercialisation du hijab sportif par la chaîne Decathlon en 2019, elle déclare peu avant sa venue en France : « Cela m'a rendu triste que la France n'ait pas rejoint le débat global autour de l'inclusion, et de la diversité. Empêcher une entreprise de vendre un hijab de sport est honteux. Je pense que cela fait plus de mal que cela n'aide une nation ».
Ibtihaj Muhammad n'a aucun lien de parenté avec l'athlète américaine Dalilah Muhammad, détentrice du record du monde du 400 m haies. Celle-ci est musulmane également. Elles sont amies, il leur arrive de poser ensemble pour la presse et sur Instagram.

## Palmarès
- Jeux olympiques
  -  Médaille de bronze par équipes aux Jeux olympiques de 2016 à Rio de Janeiro

- Championnats du monde
  -  Médaille d'or par équipes aux championnats du monde 2014 à Kazan
  -  Médaille de bronze par équipes aux championnats du monde 2011 à Catane
  -  Médaille de bronze par équipes aux championnats du monde 2012 à Kiev
  -  Médaille de bronze par équipes aux championnats du monde 2013 à Budapest
  -  Médaille de bronze par équipes aux championnats du monde 2015 à Moscou

- Épreuves de coupe du monde
  -  Médaille d'argent à la Coupe du Monde de Bologne sur la saison 2012-2013
  -  Médaille d'argent au Grand Prix de Séoul sur la saison 2014-2015
  -  Médaille de bronze en individuel au Trophée BNP Paribas sur la saison 2015-2016
  -  Médaille de bronze en individuel à la Coupe Akropolis sur la saison 2015-2016

- Championnats panaméricains
  -  Médaille d'or par équipes aux championnats panaméricains 2010 à San José
  -  Médaille d'or par équipes aux championnats panaméricains 2011 à Reno
  -  Médaille d'or par équipes aux championnats panaméricains 2012 à Cancún
  -  Médaille d'or par équipes aux championnats panaméricains 2013 à Carthagène des Indes
  -  Médaille d'or par équipes aux championnats panaméricains 2014 à San José
  -  Médaille d'or par équipes aux championnats panaméricains 2015 à Santiago du Chili
  -  Médaille d'or par équipes aux championnats panaméricains 2016 à Panama
  -  Médaille d'or en individuel aux championnats panaméricains 2016 à Panama
  -  Médaille d'argent par équipes aux championnats panaméricains 2017 à Montréal
  -  Médaille de bronze en individuel aux championnats panaméricains 2010 à San José
  -  Médaille de bronze en individuel aux championnats panaméricains 2014 à San José

## Culture populaire
Ibtihaj Muhammad sert de modèle à la première poupée Barbie voilée, présentée au public le 13 novembre 2017, par la société Mattel,. En tant que sportive, elle rejoint Gabrielle Douglas qui a été également servi comme modèle de poupée Barbie, du fait de son palmarès sportif prestigieux.
La 9e piste de l'album EVE de la rappeuse américaine Rapsody, est intitulée Ibtihaj, en référence à l'escrimeuse américaine. À l'image de l'ensemble des chansons qui le composent, il célèbre les femmes afro-américaines influentes.

## Carrière littéraire
Ibtihaj Muhammad a écrit plusieurs livres sur son enfance dans le New Jersey et son expérience olympique. Elle va également écrire un livre pour enfant, The Proudest Blue, en collaboration avec S.K. Ali et illustrée par Hatem Aly. Cette initiative est née de sa volonté de valoriser les petites filles musulmanes.